# راس الميعاد
راس الميعاد أو أولاد ساسي، بلدية بدائرة سيدي خالد، ولاية أولاد جلال كانت سابقا تابعة إلى ولاية بسكرة الجزائرية إلى غاية 11 ديسمبر 2019 بعد صدور القانون المتعلق بالتنظيم الإقليمي للبلاد بإستحداث عشرة ولايات جديدة.

## نبذة
تعد بلدية رأس الميعاد من أهم بلديات ولاية أولاد جلال، حيث تقع في منطقة الزاب الغربي وبالضبط في المنطقة الجنوبية الغربية لمقر الولاية، وتتميز بموقعها الإستراتيجي إذ تعد همزة وصل بين ولاية بسكرة، ولاية المسيلة ولاية الجلفة، وولاية الوادي، ولاية ورقلة. 99% من سكانها ينتمون لعرش أولاد ساسي الذي هو بطن من بطون قبيلة أولاد نايل.

## الموقع
كما أنها تقع غرب مقر دائرة سيدي خالد التي تنتمي إليها إداريا، حيث تبعد عنها بـ 80 كم، وعن مقر ولاية بسكرة بـ 187كلم، ويقدر الارتفاع بها بـ 395م يحدهـــا مــن :
     الشمال : ولاية مسيلة.
     الجنوب: ولاية الجلفة و ولاية ورقلة.
     الشرق : بلدية البسباس وولاية الوادي .
     الجنوب والجنوب الغربي: ولاية المسيلة وولاية الجلفة.